# Kanton Le Petit-Quevilly
Der Kanton Le Petit-Quevilly ist seit 1982 ein französischer Wahlkreis für die Wahl des Départementrats im Arrondissement Rouen im Département Seine-Maritime in der Region Normandie; sein Bureau centralisateur befindet sich in Le Petit-Quevilly.

## Gemeinden
Der Kanton besteht aus zwei Gemeinden und Gemeindeteilen mit insgesamt 29.604 Einwohnern (Stand: 1. Januar 2022) auf einer Gesamtfläche von 5,41 km²:
| Gemeinde                 | Einwohner 1. Januar 2022 | Fläche km² | Dichte Einw./km² | Code INSEE | Postleitzahl |
| ------------------------ | ------------------------ | ---------- | ---------------- | ---------- | ------------ |
| Le Petit-Quevilly        | 21.935                   | 4,35       | 5.043            | 76498      | 76140        |
| Sotteville-lès-Rouen     | 7.669                    | 1,06       | 7.235            | 76681      | 76300        |
| Kanton Le Petit-Quevilly | 29.604                   | 5,41       | 5.472            | 7627       | –            |

1. ↑   Nur der nordwestliche Teil der Gemeinde, der Rest gehört zum Kanton Sotteville-lès-Rouen.

Bis zur Neuordnung bestand der Kanton Le Petit-Quevilly nur aus der Gemeinde Le Petit-Quevilly. Sein Zuschnitt entsprach einer Fläche von 4,35 km2. 

## Bevölkerungsentwicklung
| 1962   | 1968   | 1975   | 1982   | 1990   | 1999   | 2006   |
| ------ | ------ | ------ | ------ | ------ | ------ | ------ |
| 21.098 | 22.876 | 22.401 | 22.876 | 22.600 | 22.332 | 22.132 |